# Magda Vogel
Magda Vogel (* 11. August 1955) ist eine Schweizer Sängerin, die in der Rockmusik und Improvisationsmusik hervorgetreten ist.

## Leben und Wirken
Magda Vogel, die eigentlich Schauspielerin werden wollte, entdeckte Anfang der 1980er Jahre ihre Stimme. Sie wurde mit der Formation UnknownmiX bekannt, in der sie zusammen mit Ernst Thoma (Synthesizer), Knut Remond (Schlagzeug), und dem Typografen Hans-Rudolf Lutz eine Fusion von Rock- und Improvisationsmusik entwickelte, mit der sie beispielsweise am Jazz Festival Willisau Erfolge feierte. UnknownmiX tourten durch Europa und veröffentlichten mehrere LPs, CDs und ein 45-minütiges Live-Video for eyes and ears. Danach widmete sie sich anderen Projekten, insbesondere dem avantgardistischen Vokaltrio Eisgesänge mit Dorothea Schürch und Brigitte Schär, der Poprockband DominaDea oder der Funkjazzband Jick the Rapper, mit der sie 1995 auf Russlandtournee ging. Später konzentrierte sie sich auf die Leitung des Zürcher Frauenchors Die Vogelfreien, führte das Liederprogramm Songs'n'Roses mit der Pianistin Cristina de Simoni auf und wirkte in zahlreichen Improvisationskonzerten mit. 
Seit Ende der neunziger Jahre ist Vogel auch im Bereich der Neuen Musik tätig. Mit der Pianistin Laura Gallati führte sie Schönbergs Liederzyklus Das Buch der hängenden Gärten auf. Seit 2000 tritt sie im Duo mit dem Pianisten John Wolf Brennan als sculpted sound auf, wobei sie konkrete Poesie von Eugen Gomringer, Hans Arp, Ernst Jandl, Eveline Hasler und André Thomkins vertonen (CD bei Altrisuoni). Weiterhin tritt sie zusammen mit der Berliner Elektroakustikerin Inge Morgenroth auf, unterrichtet Musik, erteilt Workshops und leitet weiterhin den Chor Die Vogelfreien.